# Escultura ecuestre

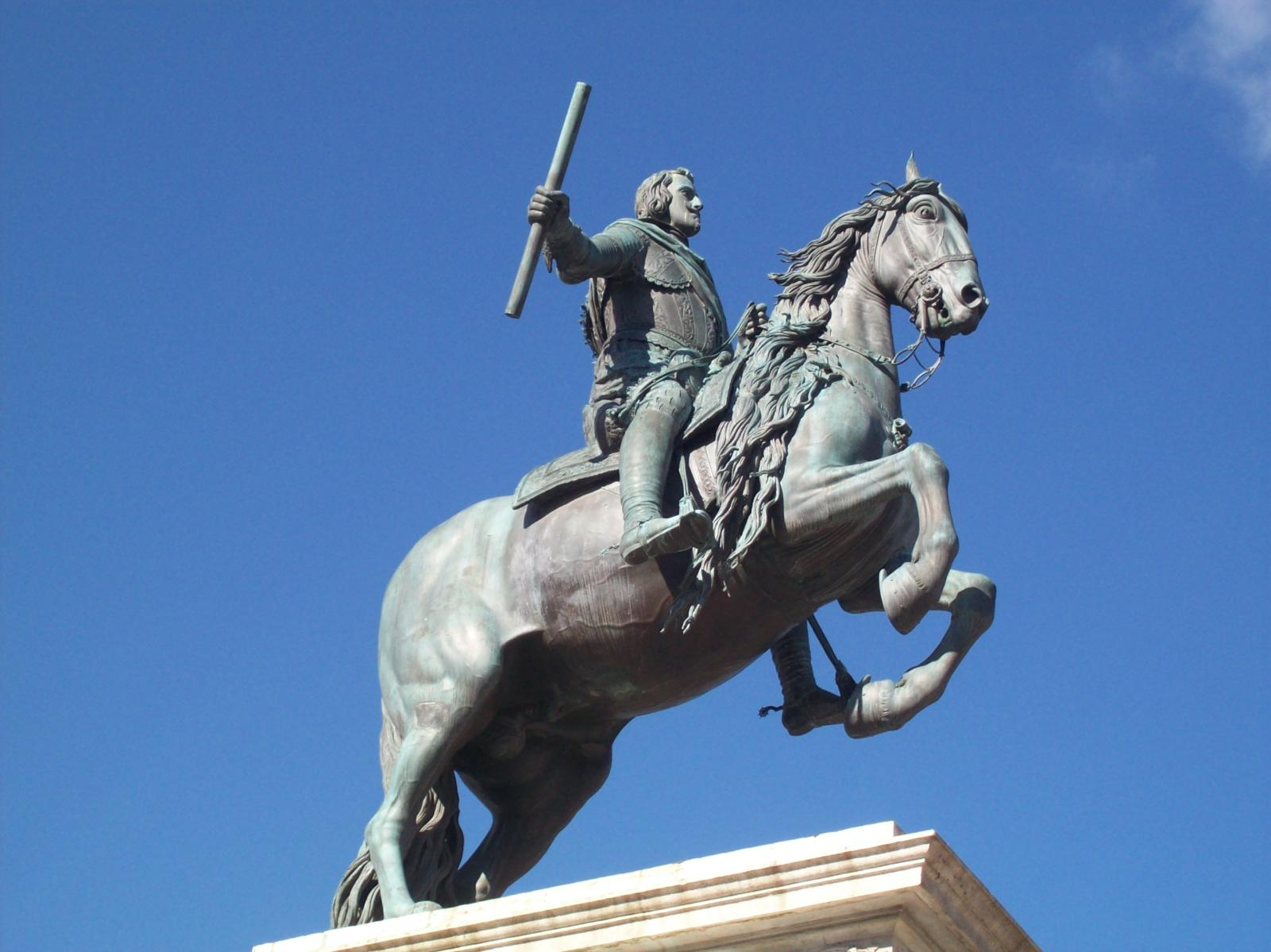
Estatua de Felipe IV en Madrid.

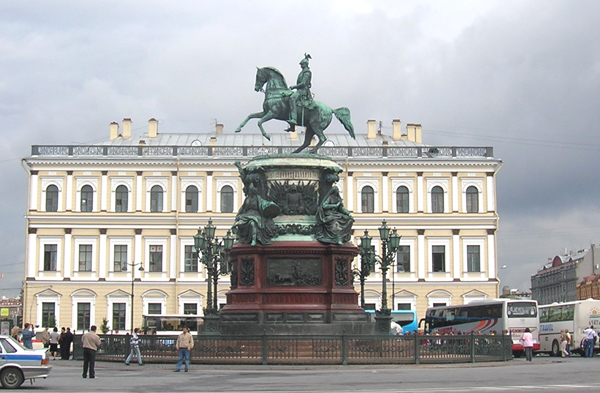
Monumento a Nicolás I en San Petersburgo.

Una escultura ecuestre o estatua ecuestre (del latín equus que significa caballo) es una estatua de una persona montada a caballo. 

## Historia

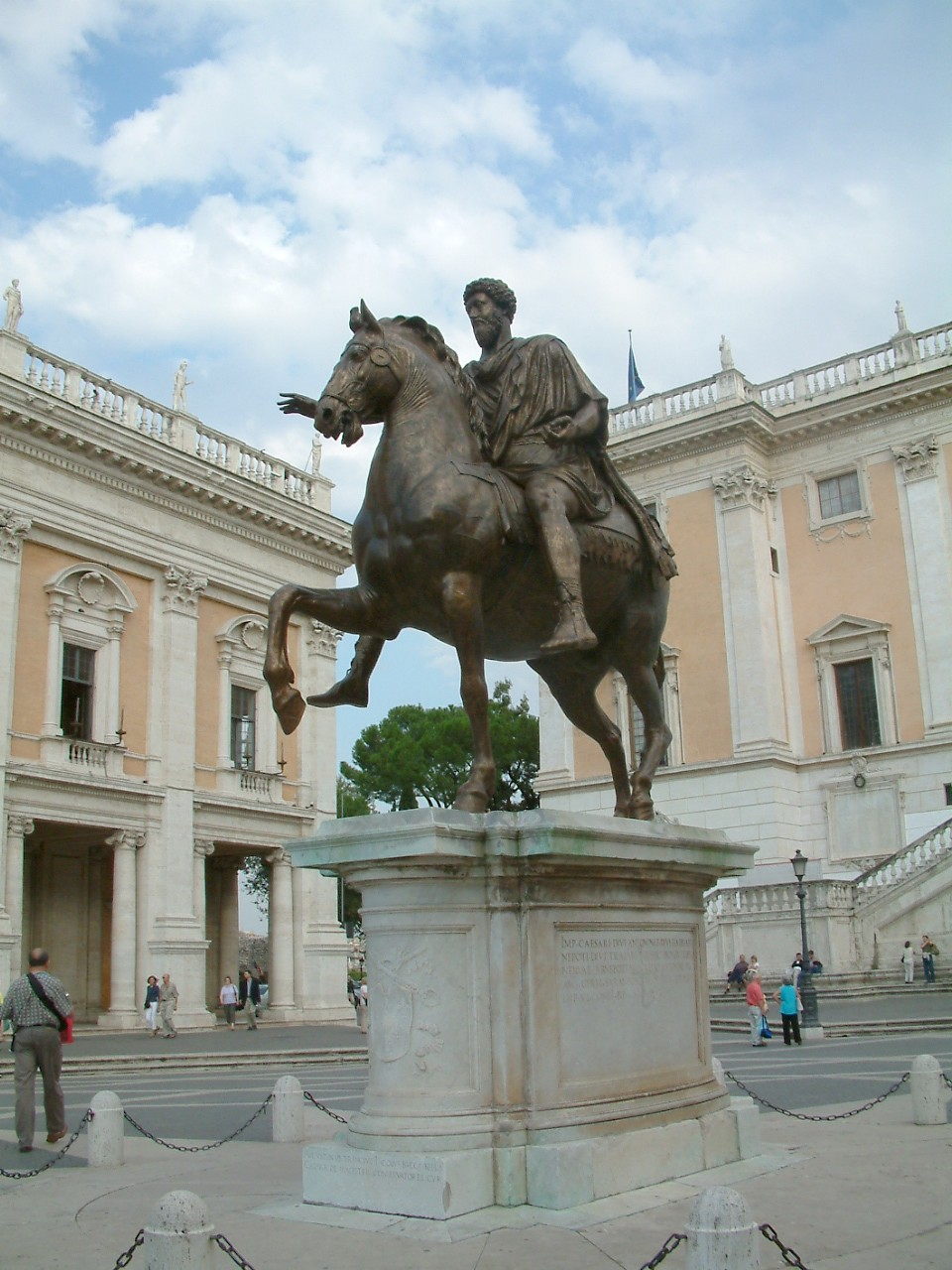
La Estatua Ecuestre de Marco Aurelio en la Colina Capitolina exhibida ininterrumpidamente durante ocho siglos, fue el prototipo para las esculturas ecuestres del Renacimiento.

### Roma Antigua
Tales estatuas frecuentemente conmemoraron líderes militares, y a los estadistas quienes desearon enfatizar simbólicamente el rol de liderazgo activo emprendido desde la fundación de Roma por la clase ecuestre, los equites o caballeros.
Había numerosos retratos ecuestres de bronce (particularmente de los emperadores) en la Antigua Roma, pero no sobrevivieron porque era práctica común de fundir las estatuas de bronce para volver a usar la preciosa aleación para monedas u otros proyectos pequeños (como nuevas esculturas para las iglesias cristianas). El único sobreviviente Romano de bronce ecuestre, Marco Aurelio (ilustración a la derecha), debe su preservación en el Campidoglio, Roma, a la popular identificación errónea de Marco Aurelio, el emperador-filósofo, con Constantino el Grande, el emperador cristiano.

### Quattrocento italiano
El renacer de la cultura clásica en el arte se manifiesta también en la recuperación de la  figura ecuestre en escultura. Los ejemplos más característicos pueden ser el monumento ecuestre del condotiero Erasmo de Narni, llamado Gattamelata, ejecutado por Donatello entre 1447 y 1453, y el Colleoni de Verrocchio, fundido por Alessandro Leopardi en 1488.

### Estados Unidos

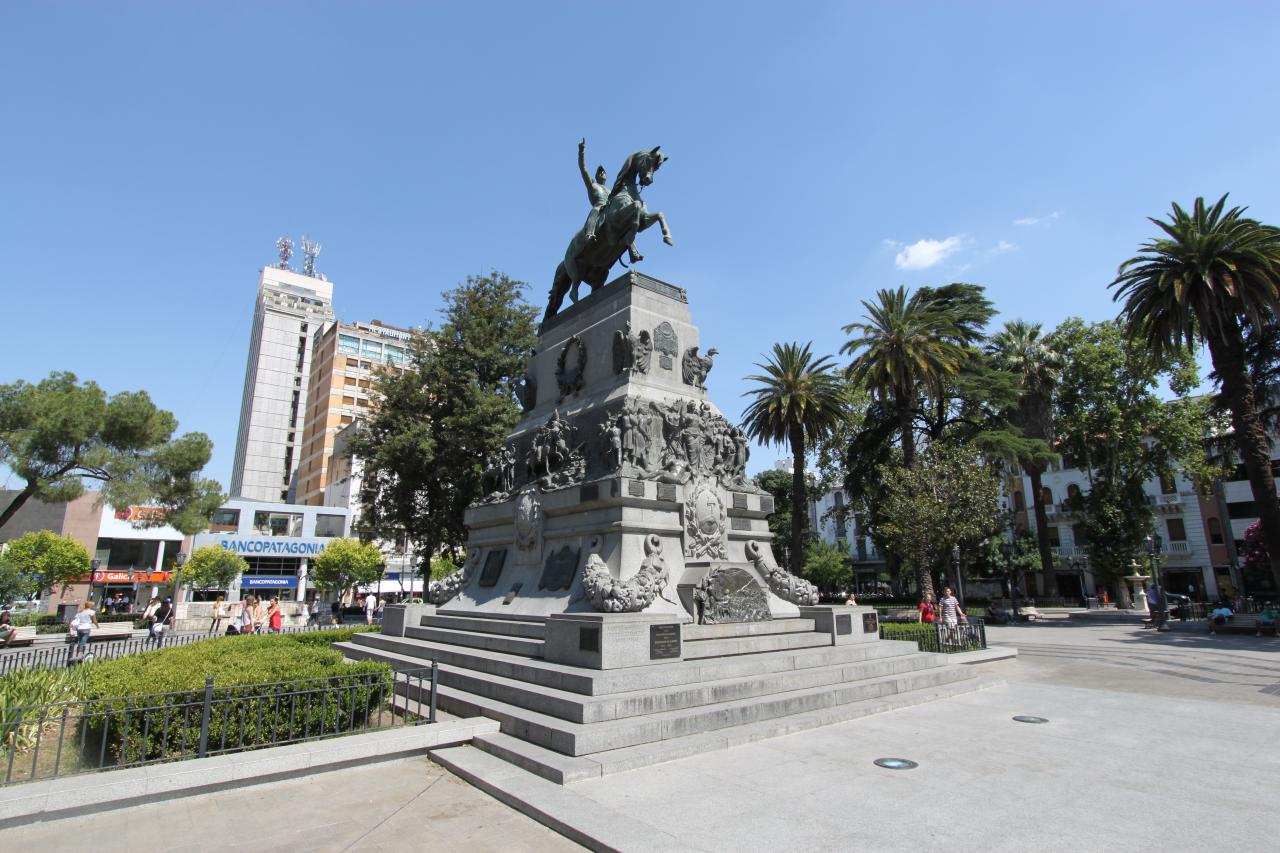
Monumento a San Martín en la plaza homónima en Córdoba, Argentina.

En los Estados Unidos, las primeras tres esculturas ecuestres a escala completa fueron Andrew Jackson de Clark Mills (1852), George Washington para la Unión Square de Nueva York de Henry Kirke Brown (1858) y Washington en Richmond, Virginia de Thomas Crawford (1858). Mills fue el primer escultor estadounidense en superar el desafío de moldear un jinete en un caballo alzado. La escultura resultante fue tan popular que la repitió, para Washington D. C., Nueva Orleans y Nashville, Tennessee. Cyrus Edwin Dallin hizo un especial de esculturas ecuestres de indios americanos: su Apelación al Gran Espíritu está situada antes que el Museo de Bellas Artes, en Boston.

### SigloXX
Después de la Primera Guerra Mundial pocos monumentos ecuestres fueron creados en la era del automóvil. Una excepción es el bronce muscular de Theodore Roosevelt de James Earle Fraser, centrado en el Memorial de Roosevelt en el Museo Americano de Historia Natural.
Mientras que el siglo XX progresó, la popularidad de los monumentos ecuestres declinó. Esto fue en parte gracias a un declive del estilo Beaux Arts, el elegido para muchos de estos monumentos, pero también fue por el cese casi completo del uso del caballo como un animal de trabajo. Desde que los líderes inmemoriales, tanto políticos como militares, montaron caballos como un asunto ordinario, así, el retratarlos a cuestas era un paso lógico. El fin de los '70 y principio de los '80 fue testigo de un renacimiento en los monumentos ecuestres, mayormente en la parte sudoeste de los Estados Unidos. Allí, centros artísticos como en Loveland, Colorado, la Fundición Shadoni en Nuevo México y varios estudios en Texas comenzaron nuevamente a producir esculturas ecuestres. Estos trabajos renacidos cayeron en dos categorías generales, la memoria de un individuo en particular o el retrato de temas más mundanos, notablemente el vaquero estadounidense. Tales monumentos se dispersan libremente a través de una amplia área del Sudoeste.